# Le Maillon faible (jeu télévisé)
 (juin 2025).
Si vous disposez d'ouvrages ou d'articles de référence ou si vous connaissez des sites web de qualité traitant du thème abordé ici, merci de compléter l'article en donnant les références utiles à sa vérifiabilité et en les liant à la section « Notes et références ».
Cet article concerne le jeu télévisé français. Pour la version internationale, voir Le Maillon faible (international). Pour le jeu vidéo, voir Le Maillon faible (jeu vidéo).
Le Maillon faible est un jeu télévisé français.
Il s'agit de l'adaptation du jeu britannique The Weakest Link, diffusé le matin sur BBC Two et la version prime time sur BBC One.
Le Maillon faible est diffusé sur TF1, du 9 juillet 2001 au 12 août 2007 et présenté par Laurence Boccolini. Ce jeu est diffusé sur D8, du 8 septembre 2014 au 22 juillet 2015 et présenté par Julien Courbet.
Le 16 octobre 2024, une émission spéciale est diffusée sur M6, avec Vincent Dedienne à la présentation.

## Principe du jeu
Le Maillon faible est un jeu basé sur des questions élémentaires de culture générale, la vitesse et la stratégie. Huit (neuf lors des versions TF1 et D8) candidats qui ne se connaissent pas répondent à tour de rôle aux questions du présentateur. Un seul d'entre eux repartira avec une cagnotte pouvant atteindre 150 000 F du 9 juillet 2001 au  31 décembre 2001, puis 20 000 € du 1er janvier 2002 au 7 décembre 2003, puis 50 000 € du 8 décembre 2003 au 12 août 2007 et 45 000 € du 8 septembre 2014 au 22 juillet 2015.

## Historique
En France, le jeu fait son apparition lors de l'été 2001, présenté par Laurence Boccolini et diffusé du lundi au vendredi à 19h sur TF1. De janvier 2002 jusqu'en août 2007, le jeu est diffusé seulement pendant le week-end, souvent le samedi à 19 h et le dimanche à 18 h, l'une des deux émissions étant parfois supprimée.
En avril 2007, TF1 décide d'arrêter la présentation de l'émission, à la suite d'un essoufflement des émissions spéciales. Le nombre de téléspectateurs ayant chuté depuis 2006, l'émission ne réalise plus qu'une moyenne de 22,4 % de part d'audience. Le dernier épisode du jeu est diffusé en août 2007, il s'agit d'un épisode enregistré en 2006 mais pas encore diffusé; cas de tous les épisodes diffusés pendant les deux derniers mois de l'existence du jeu. Ainsi, Laurence Boccolini termine cette dernière émission en tenue noire avec son habituel « à bientôt » à la fin de l'émission.
Le 20 mai 2014, invité dans l'émission Touche pas à mon poste !, Julien Courbet officialise son arrivée sur la chaîne D8 et confirme le retour du jeu.
Le jeu fait son retour à l'antenne, sur D8, le 8 septembre 2014. Julien Courbet quitte l'émission en 2015. Le 22 juillet 2015, le jeu s'arrête définitivement sur D8.
Le 16 octobre 2024, après 10 ans d'absence, l'émission a fait son retour sur M6 et M6+, présentée par Vincent Dedienne, le temps d'une soirée évènement.
Le 23 juin 2025, il est annoncé que le jeu reviendra à l'antenne sur M6 et M6+ dans une nouvelle version à la rentrée en access prime-time devant être présentée par Olivier Minne,.

## Logo de l'émission

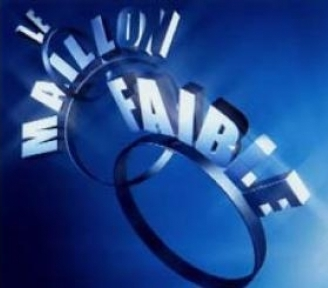
Logo de l'émission du 9 juillet 2001 au 12 août 2007.
Logo de l'émission du 8 septembre 2014 au 22 juillet 2015.
Logo de l'émission depuis le 16 octobre 2024.

## Chaîne et présentation
- De 2001 à 2007 sur TF1 : Laurence Boccolini
- De 2014 à 2015 sur D8 : Julien Courbet
- 2024 sur M6 : Vincent Dedienne
- Depuis 2025 sur M6 : Olivier Minne[8],[9]

## Déroulement du jeu

### Première manche
Le but est de former une chaîne de huit (neuf lors des versions TF1 et D8) bonnes réponses consécutives durant le temps de la manche, 2 min 30, afin d'ajouter une somme (15 000 F du 9 juillet 2001 au 31 décembre 2001 ; 2 000 € du 1er janvier 2002 au 7 décembre 2003 et depuis le 16 octobre 2024; 5 000 € du 8 décembre 2003 au 22 juillet 2015) à la « banque ».
La personne dont le prénom est le premier dans l'ordre alphabétique débute la manche. Lorsque la personne répond correctement à la question posée, l'animateur dit « Correct ! ». Une erreur de l'un des candidats fait perdre à toute l'équipe l'argent accumulé. Néanmoins, les candidats peuvent aussi, en disant « Banque ! » après que leur prénom a été prononcé mais avant qu'une question ne leur soit posée, sauver l'argent accumulé grâce à la chaîne de bonnes réponses en cours. Après la fin de chaque manche, l'argent qui est mis en banque est conservé dans la cagnotte, tandis que l'argent qui n'est pas mis en banque est perdu.
Ensuite, l'équipe vote pour une personne à éliminer, celles qu'ils considèrent comme étant le maillon faible, ou qu'ils souhaitent éliminer pour des raisons stratégiques. Ainsi, il n'est pas rare que le maillon fort de la manche, particulièrement lors de la 7e manche (où il ne reste plus que trois candidats pour deux places en finale), soit éliminé. Pendant leur temps de réflexion, le téléspectateur entend la voix off révéler les statistiques de la manche, à savoir : qui est le maillon fort (qui a le mieux répondu et a mis le plus d'argent en banque) et qui est le maillon faible (qui a le moins bien répondu et a fait perdre le plus d'argent). Les candidats révèlent leur vote tour à tour, en retournant une pancarte et certains sont interrogés sur leur choix par l'animatrice. Le candidat qui a recueilli le plus de voix à son encontre est éliminé et doit quitter le plateau, après la réplique de l'animateur : « Vous êtes le maillon faible, au revoir ! ». En cas d'égalité, le maillon fort de la manche décide l'adversaire qu'il souhaite éliminer parmi ceux qui ont le plus de votes contre eux.

### Manches intermédiaires
Les manches suivantes se déroulent suivant le même principe, avec toutefois trois modifications : le gain maximal de la manche augmente, chaque manche dure 10 secondes de moins que la précédente et le "maillon fort" de la manche précédente démarre la manche. S'il est éliminé, le maillon le plus fort des candidats encore en lice prend la main.

### Dernière manche
Il ne reste que trois (deux jusqu'en 2007) candidats à ce point du jeu. Cette dernière manche se déroule comme les précédentes, mais la somme accumulée au cours de cette manche est triplée avant d'être ajoutée au total des gains de l'équipe, permettant de récolter hypothétiquement :
- 45 000 F du  9 juillet 2001 au  31 décembre 2001
- 6 000 € du 1er janvier 2002 au 7 décembre 2003
- 15 000 € depuis le 8 décembre 2003.

Dans la version actuelle de 2014, puisqu'il ne peut rester que deux candidats dans la finale, les trois candidats en lice doivent éliminer un dernier joueur.
| Nombre de bonnes réponses consécutives | Gains    | Gains       | Gains       | Gains       | Gains    |
| Nombre de bonnes réponses consécutives | 2001     | 2002 à 2003 | 2004 à 2007 | 2014 à 2015 | 2024     |
| -------------------------------------- | -------- | ----------- | ----------- | ----------- | -------- |
| 9                                      | 45 000 F | 6 000 €     | 15 000 €    | 15 000 €    |          |
| 8                                      | 36 000 F | 4 800 €     | 12 000 €    | 9 000 €     | 15 000 € |
| 7                                      | 27 000 F | 3 600 €     | 9 000 €     | 4 500 €     | 7 500 €  |
| 6                                      | 22 500 F | 2 700 €     | 6 000 €     | 3 000 €     | 5 000 €  |
| 5                                      | 13 500 F | 1 800 €     | 3 000 €     | 1 800 €     | 2 500 €  |
| 4                                      | 9 000 F  | 900 €       | 1 200 €     | 1 200 €     | 1 500 €  |
| 3                                      | 4 500 F  | 600 €       | 600 €       | 600 €       | 1 000 €  |
| 2                                      | 2 250 F  | 300 €       | 300 €       | 300 €       | 500 €    |
| 1                                      | 900 F    | 150 €       | 150 €       | 150 €       | 250 €    |

### Finale
Les deux derniers candidats doivent répondre tour à tour à une série de cinq questions, le « maillon fort » de la dernière manche choisissant de prendre ou de laisser la main. Comme aux tirs au but en football, celui répondant le mieux, remporte la partie et gagne seul la totalité de l'argent mis en banque. En cas d'égalité, les adversaires passent l'épreuve de la « mort subite » : les questions sont posées par paires et le premier qui se trompe alors que l'autre a donné une bonne réponse perd le jeu.

### Échelle des gains dans les manches
| Nombre de bonnes réponses consécutives | Gains    | Gains       | Gains       | Gains       | Gains   |
| Nombre de bonnes réponses consécutives | 2001     | 2002 à 2003 | 2004 à 2007 | 2014 à 2015 | 2024    |
| -------------------------------------- | -------- | ----------- | ----------- | ----------- | ------- |
| 9                                      | 15 000 F | 2 000 €     | 5 000 €     | 5 000 €     |         |
| 8                                      | 12 000 F | 1 600 €     | 4 000 €     | 3 000 €     | 2 000 € |
| 7                                      | 9 000 F  | 1 200 €     | 3 000 €     | 1 500 €     | 1 500 € |
| 6                                      | 7 500 F  | 900 €       | 2 000 €     | 1 000 €     | 1 000 € |
| 5                                      | 4 500 F  | 600 €       | 1 000 €     | 600 €       | 750 €   |
| 4                                      | 3 000 F  | 300 €       | 400 €       | 400 €       | 400 €   |
| 3                                      | 1 500 F  | 200 €       | 200 €       | 200 €       | 300 €   |
| 2                                      | 750 F    | 100 €       | 100 €       | 100 €       | 200 €   |
| 1                                      | 300 F    | 50 €        | 50 €        | 50 €        | 100 €   |

### Super finale
Cette manche fait son apparition lors de l'émission spéciale du 16 octobre 2024. Lors de cette manche, le "maillon fort" des deux parties disputées lors de la soirée joue seul pour remporter un gain supplémentaire pour l'association représentée lors de la soirée. Pour cela, il dispose d'une minute pour gravir une échelle de huit bonnes réponses consécutives. En cas d'erreur, il devra repartir de zéro. Cependant, à l'issue du chronomètre, la plus haute somme atteinte est celle remportée et ajoutée à la somme accumulée dans les manches précédentes pour l'association.
| Nombre de bonnes réponses consécutives | Gains    |
| -------------------------------------- | -------- |
| 8                                      | 15 000 € |
| 7                                      | 7 500 €  |
| 6                                      | 5 000 €  |
| 5                                      | 4 000 €  |
| 4                                      | 3 000 €  |
| 3                                      | 2 000 €  |
| 2                                      | 1 000 €  |
| 1                                      | 500 €    |

## Version sur D8
Présenté par Julien Courbet, la première session de l'émission est diffusée du lundi au vendredi à 17 h et 17 h 50 sur D8 à partir du 8 septembre 2014 jusqu'au 10 octobre 2014. La deuxième session est diffusée du 5 janvier 2015 au 22 juillet 2015.
Cette nouvelle formule se veut moins inquiétante et plus amusante qu'à l'époque où Laurence Boccolini présente l'émission. En cours d'émission, un classement humoristique des réponses les plus idiotes données pendant la partie fait son apparition, avec la musique du Top 50 en fond sonore. À noter également l'apparition d'un public, absent dans la version de TF1.
Lors de la première semaine de diffusion, D8 réalise une moyenne de 500 000 téléspectateurs par émission. En seconde semaine de diffusion, l'émission dépasse les 600 000 téléspectateurs et vacille entre 5 et 6 % de part de marché.

### Émissions spéciales
Depuis sa diffusion sur D8, des émissions spéciales sont régulièrement diffusées en première partie de soirée :
| Date de diffusion        | Émission spéciale         | Invités | Audience moyenne          | Audience moyenne | Référence |
| Date de diffusion        | Émission spéciale         | Invités | Nombre de téléspectateurs | PDM              | Référence |
| ------------------------ | ------------------------- | --- | ------------------------- | ---------------- | --------- |
| Jeudi 18 septembre 2014  | Animateurs (1re édition)  | Valérie Damidot, Olivier Minne, Matthieu Delormeau, Sandrine Corman, Tex, Marine Vignes, Laurent Fontaine, Erika Moulet et Bernard Montiel                      | 1 543 000                 | 6,4 %            | [ 13 ]    |
| Jeudi 18 septembre 2014  | Filles de D8              | Valérie Bénaïm, Audrey Pulvar, Laurence Ferrari, Sandrine Arcizet, Enora Malagré, Justine Fraioli, Isabelle Morini-Bosc, Émilie Albertini et Caroline Ithurbide | 1 300 000                 | 6,9 %            | [ 13 ]    |
| Jeudi 16 octobre 2014    | Candidats de télé-réalité | Hillary Vandero, Vincent Cohen, Antonin Basquiat-Portal, Kim Glow, Benoît Dubois, Cindy Lopes, Alban Bartoli, Linda Youdif et Marie-France Polimeno             | 874 000                   | 3,5 %            | [ 14 ]    |
| Jeudi 6 novembre 2014    | Humoristes (1re édition)  | Christelle Chollet, Denis Maréchal, Roland Magdane, Armelle, Ariane Brodier, Willy Rovelli, Jean-Marie Bigard, Élisabeth Buffet et Tony Saint Laurent           | 1 232 000                 | 4,7 %            | [ 15 ]    |
| Vendredi 23 janvier 2015 | Humoristes (2e édition)   | Anne Roumanoff, Eric Antoine, Ahmed Sylla, Juliette Arnaud, Malik Bentalha, Jarry, Pascal Sellem, Shirley Souagnon et Florent Peyre                             | 581 000                   | 2,4 %            | [ 16 ]    |
| Jeudi 19 mars 2015       | Animateurs (2e édition)   | Karine Ferri, Grégory Galiffi, Véronique Mounier, Christophe Carrière, Daniela Lumbroso, Benjamin Castaldi, Bruno Guillon, Cécile de Ménibus et Patrice Laffont | 812 000                   | 3,2 %            | [ 17 ]    |
| Jeudi 19 mars 2015       | Célébrités                | Artus, Princess Erika, Keen'V, Jeane Manson, Nathalie Marquay, Bertrand Chameroy, Camille Lou, Sébastien Folin et Jacky                                         | NC                        | NC               | NC        |
| Jeudi 16 avril 2015      | Animateurs (3e édition)   | Roselyne Bachelot, Patrice Carmouze, Jean-Philippe Doux, Marc-Emmanuel Dufour, Sophie Favier, Cyril Féraud, Malika Ménard, Philippe Risoli et Évelyne Thomas    | 664 000                   | 2,7 %            | [ 18 ]    |
| Samedi 9 mai 2015        | Célébrités (2e édition)   | Gil Alma, Priscilla Betti, Philippe Candeloro, Camille Cerf, Marion Game, Frank Lebœuf, Hélène Rollès, Olivier Sitruk et Amaury Vassili                         | 243 000                   | 1,1 %            | [ 19 ]    |
| Mercredi 22 juillet 2015 | Célébrités (3e édition)   | Alain Bouzigues, Vincent Cerutti, Laurie Cholewa, Waly Dia, Chantal Goya, Pierre Ménès, Julie Piétri, Pascal Soetens et Sophie Thalmann                         | 523 000                   | 2,5 %            | [ 20 ]    |

Les émissions durent 1 h 10, cette durée correspond à celle des replay publiés par la chaîne, c'est-à-dire sans les publicités.
Dans ces émissions spéciales, D8 ajoute 500 € au gain total à chaque bonne réponse en finale.
Légende :
- Les plus hauts chiffres d'audience sur D8
- Les plus bas chiffres d'audience sur D8

## Style d'animation

### L'époque Laurence Boccolini
Comme dans la version britannique du jeu dont l'émission est une adaptation, l'animatrice Laurence Boccolini est volontairement froide et cinglante avec les candidats[non neutre][précision nécessaire]. Elle prononce les mêmes phrases types à chaque émission.

### L'époque Julien Courbet
Dans la version 2014 du jeu, dans un souci d'humaniser et de décontracter le jeu et de se démarquer de la période Laurence Boccolini, Julien Courbet n'utilise plus toutes ces phrases-types ; bien qu'il en garde le fond, la forme de ces phrases de transition peut varier d'une émission à l'autre. Le ton de l'émission est volontairement plus léger que dans la version précédente, diffusée sur TF1. L'animateur comme les candidats se permettent des traits d'humour et les piques envoyées par Julien Courbet ressemblent davantage à des taquineries qu'aux remarques cinglantes que peut formuler Laurence Boccolini[réf. nécessaire].
Laurence Boccolini n'est pas aidée d'auteurs pour sa répartie contrairement aux rumeurs, tout comme Julien Courbet avouant écrire lui-même ses réponses.
Cependant, Julien Courbet finit de temps en temps l’émission en disant : « Vous le savez, certains candidats aimeraient bien que l'on oublie certaines de leurs réponses. Mais nous, nous ne les oublions pas ! On fera mieux la prochaine fois ! »[réf. nécessaire].

## Autres informations

### Une fortune jamais remportée
Durant toutes les sessions du Maillon faible, aucun candidat n'est parvenu à remporter le maximum possible. Il est très peu fréquent que des candidats arrivent à la moitié de la somme record. Il arrive cependant que des équipes remportent la somme maximale d'une manche. Du temps où l'animatrice est Laurence Boccolini, le plus faible score remporté dans le jeu s'élève à 1 150 € en 2004. Il s'agit d'une émission spéciale association. En revanche, la somme la plus élevée est remportée à plus de 13 000 €, lors d'une émission hebdomadaire.
Dans la version animée par Julien Courbet, la plus faible somme s'élève à 1 500 € le 9 mars 2015. En revanche, la somme la plus élevée a été remportée lors d'une émission spéciale célébrités. L'équipe a accumulé 10 100 € à l'issue des 7 manches puis 3 000 € en finale ce qui fait un gain total de 13 100 € pour l'association.

### Critiques envers l'émission
Le Maillon faible est animé par Laurence Boccolini, s'étant illustrée dans cette émission pour ses remarques sévères et ses sourires rares. L'animatrice joue ainsi le rôle d'une personne exigeante, demandant aux candidats de viser absolument le gain maximal. Elle a détourné les situations du jeu sur les candidats lorsqu'ils sont fautifs dans la partie (des questions aux réponses erronées, du temps ou de l'argent perdu).
Le jeu se décidant par l'élimination progressive des candidats entre eux, il est parfois considéré comme immoral par les détracteurs. Le magazine L'Express a pris le jeu comme exemple et s'est demandé « pourquoi tant de gens acceptent-ils d'être ridiculisés à la télévision ? ». Les autres critiques concernent la légitimation et la banalisation des comportements de soumission et d'humiliation. Avant ou après avoir été éliminé, chaque candidat doit essuyer les remarques ironiques et vexatoires des autres candidats ou de l'animatrice. Le cinéaste Claude Chabrol, grand amateur de jeux télévisés, s'est interrogé sur ce qui motive les candidats à venir se faire humilier dans l'émission :
« Il n'y a pas d'émissions intelligentes ou idiotes. Par définition, la télévision renseigne toujours sur l'être humain. Mais il ne faut pas croire que l'on apprend autre chose que la volonté de l'être humain de s'exhiber. À ce titre, Le Maillon faible est un concept d'émission extraordinaire. C'est passionnant. Il faut passer par tout ça pour comprendre que nous sommes vraiment des animaux bizarres. Une même personne peut être capable du pire comme du meilleur. ».
De plus, le jeu repose sur un système où il faut se servir des autres (afin de faire monter les gains en formant une chaîne) avant de les éliminer un par un pour espérer gagner. Le jeu peut donc être considéré comme doublement amoral, ou pervers, si l'on considère qu'il faut parfois éliminer un candidat brillant faisant de l'ombre. De fait, le vainqueur du jeu n'est pas forcément le plus cultivé ou le plus rapide, mais le meilleur stratège. Ce processus, le rappelle Bernard Deloche dans son livre La Nouvelle culture, est similaire à des comportements sociaux très courants, déjà étudié par Friedrich Nietzsche dans Généalogie de la morale.
Répondant aux critiques adressés au jeu, Étienne Mougeotte souligne qu'il ne s'agit que d'« un jeu ». « Ce n'est en rien de l'exclusion. C'est simplement une forme de dérision et à la fin du Maillon faible, Laurence [Boccolini] fait un énorme clin d'œil et les enfants comprennent. Donc, ne mélangeons pas tout. ». Emmanuelle Giuliani, dans la revue Études, décortique la mise en scène de l'émission : 
« Le décor sombre, la musique lancinante et obsédante, concourent à la froide ambiance régnant sur le plateau et sur l’équipe des candidats. Mis en condition et on sollicite leur mentalité de « tueurs » cupides, avant même leur mémoire et leurs connaissances. Toute cette mise en scène et le récent passé de vive et sympathique animatrice-radio de Laurence Boccolini est là pour momentanément rassurer le téléspectateur surpris. Elle incarne le rôle de la « méchante » sans l'être vraiment, comme nous le rappellent le rapide clin d’œil et le fugitif sourire qui ponctuent la fin de l’émission. Cependant, cette irruption d’agressivité revendiquée pour jeu populaire n’est pas innocente et rompt avec l’image plutôt positive de ce type de programmes, avec la bonhomie protectrice des animateurs et les égards dus aux candidats malheureux comme aux vainqueurs » .

### Produits dérivés
Hasbro a édité un jeu de société basé sur l'émission, qui peut se jouer de 4 à 9 joueurs à partir de 12 ans. Un jeu vidéo édité par Activision et développé par Traveller's Tales est également sorti en 2002, avec la participation de Laurence Boccolini pour assurer le doublage ainsi que des séquences vidéo ponctuant la partie[réf. nécessaire].

### Le Maillon faible dans la culture populaire
Le Maillon faible est cité dans la pièce de théâtre Grosse Chaleur de Laurent Ruquier en 2004. Le style d'animation de Laurence Boccolini dans l'émission fait l'objet de parodies (comme dans Garfield et Cie ou encore Cauet) ou de détournements à plusieurs reprises. L'émission est également utilisée dans l'épisode 12 de la saison 1 de Doctor Who. Une séquence de l'émission est devenue virale, faisant l'objet de nombreuses reprises et mèmes sur Internet, ainsi que sur les réseaux sociaux. Lors de cette séquence, une des candidates (Éléonore) vote contre un autre candidat : Nicolas. L'animatrice (Laurence Boccolini) lui demandant de justifier son choix, Éléonore lui répond que Nicolas n'est pas assez dynamique et qu'il devrait boire un peu plus de jus d'orange le matin. Éléonore poursuit sur une anecdote personnelle en disant qu'elle "adore" le jus d'orange. C'est alors que l'animatrice lui répond tout en gardant son style d'animation très ironique et humoristique : "C'est bien Éléonore on est content !". Une parodie de l'émission (intitulée Le Talon Faible) est présente dans un mini-challenge de l'épisode 8 de la saison 2 de Drag Race France, elle est présentée par la candidate de la saison 1 Lova Ladiva.[réf. nécessaire]